# Зорино (Московская область)
Зорино — деревня, расположенная в Бужаровском сельском поселении Истринского района Московской области. Население — 4 чел. (2010).
Находится примерно в 12 км на северо-запад от Истры, высота над уровнем моря 219 м.

## Население
| 2002 | 2006 | 2010 |
| ---- | ---- | ---- |
| 9    | ↘8   | ↘4   |